# إبراهيم آل حمايدي
إبراهيم آل حمايدي (مواليد 28 أغسطس 1985) منافس ألعاب قوى من سعودي مُختص في سباق الحواجز، مثّل بلاده في سباق 400 متر حواجز خلال الألعاب الأولمبية الصيفية 2004 التي أُقيمت في أثينا باليونان.
كما حصل على الميدالية الفضية في دورة الألعاب العربية 2004 التي أٌقيمت في الجزائر.

## المشاركة الأولمبية

### أثينا 2004
سباق 400 متر حواجز

#### المجموعة 5
| الرُّتبة | الممر | اسم العدّاء        | الجنسية         | النتيحة | ملاحظات |
| ------ | ----- | ----------------- | --------------- | ------- | ------- |
| 1      | 8     | كيميل تومسون      | جامايكا         | 48.66   | Q, SB   |
| 2      | 3     | نامان كيتا        | فرنسا           | 48.88   | Q       |
| 3      | 2     | أوكيرت سيليرز     | جنوب إفريقيا    | 49.12   | Q       |
| 4      | 4     | إديفالدو مونتيرو  | البرتغال        | 49.53   | Q       |
| 5      | 6     | إبراهيم آل حمايدي | السعودية        | 49.64   |         |
| 6      | 5     | ماثيو دوغلاس      | بريطانيا العظمى | 49.77   |         |
| 7      | 7     | إبراهيم توندي     | النيجر          | 52.62   |         |

مرجع:

## المشاركة فيدورة الألعاب العربية 2004
| الحدث         | الذهبية               | الذهبية | الفضية                       | الفضية | البرونزية               | البرونزية |
| ------------- | --------------------- | ------- | ---------------------------- | ------ | ----------------------- | --------- |
| 400 متر حواجز | هادي صوعان (السعودية) | 48.77   | إبراهيم آل حمايدي (السعودية) | 49.31  | زهر الدين النجم (سوريا) | 50.55     |

مرجع:

## وصلات خارجية
- إبراهيم آل حمايدي على موقع الاتحاد الدولي لألعاب القوى (الإنجليزية)
- إبراهيم آل حمايدي على موقع أوليمبيديا (الإنجليزية)